# رودسر، پاکستان
رودسر (به انگلیسی: Rodasar) یک منطقهٔ مسکونی در پاکستان است که در پنجاب واقع شده‌است. رودسر ۱۷۲ متر بالاتر از سطح دریا واقع شده‌است.